# Proceso de Downs

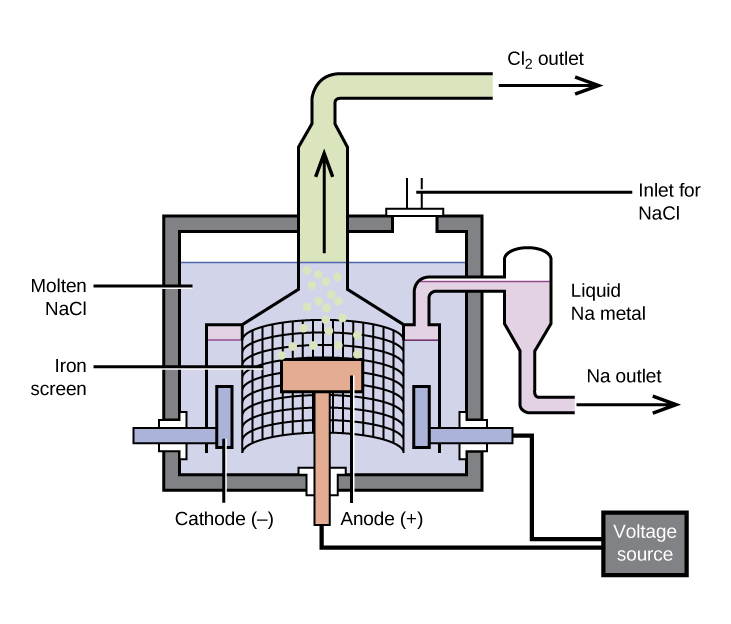
Diagrama de celdas Downs

El proceso de Downs es un método electroquímico para la preparación comercial de magnesio metálico, en el cual el  {\displaystyle {\ce {MgCl2}}} fundido se electroliza en un aparato especial llamado celda de Downs. La celda de Downs fue inventada en 1922 (patentada en 1924) por el químico estadounidense James Cloyd Downs (1885-1957).

## Funcionamiento
La celda de Downs usa un ánodo de carbono y un cátodo de hierro. El electrolito es cloruro de magnesio que se ha calentado al estado líquido. Aunque el cloruro de magnesio sólido es un mal conductor de la electricidad, cuando se funden los iones de magnesio y cloruro, que se movilizan, se convierten en portadores de carga y permiten la conducción de corriente eléctrica. 
Algunos cloruros de calcio y/o cloruros de bario y estroncio, y, en algunos procesos, se agregan fluoruro de magnesio al electrolito para reducir la temperatura requerida para mantener el electrolito líquido. El cloruro de sodio se funde a 801 °C (1074 K), pero una mezcla de sal puede mantenerse líquida a una temperatura tan baja como 600 °C en la mezcla que contiene, en peso: 33,2% de  {\displaystyle {\ce {MgCl2}}} y 66,8% de  {\displaystyle {\ce {CaCl2}}}. Si se usa cloruro de magnesio puro, se forma una emulsión de magnesio metálico en el  {\displaystyle {\ce {MgCl2}}} fundido que es imposible de separar. Por lo tanto, una opción es tener una mezcla de  {\displaystyle {\ce {MgCl2}}} (42%) y  {\displaystyle {\ce {CaCl2}}} (58%). 
La reacción del ánodo es: 
{\displaystyle {\ce {2Cl- -> Cl2 (g) + 2e-}}}
La reacción del cátodo es: 
{\displaystyle {\ce {Mg2+ + 2e- -> Mg (l)}}}
para una reacción general de 
{\displaystyle {\ce {Mg2+ + 2Cl- -> Mg (l) + Cl2 (g)}}}
El calcio no entra en la reacción porque su potencial de reducción de -2.87 voltios, menor que el del magnesio, que es de -2.71 voltios. Por lo tanto, los iones de magnesio se reducen a forma metálica con preferencia a los de calcio. Si el electrolito contuviera solo ion calcio y no magnesio, sería calcio metal producido como el producto del cátodo (que de hecho es cómo se produce el calcio metálico). 
Ambos productos de la electrólisis, el magnesio metálico y el cloro gaseoso, son menos densos que el electrolito y, por lo tanto, flotan hacia la superficie. Los deflectores de hierro perforado están dispuestos en la celda para dirigir los productos a cámaras separadas sin que entren en contacto entre sí.
Aunque la teoría predice que un potencial de poco más de 4 voltios debería ser suficiente para hacer que la reacción avance, en la práctica se utilizan potenciales de hasta 8 voltios. Esto se hace para lograr densidades de corriente útiles en el electrolito a pesar de su resistencia eléctrica inherente. La sobretensión y el consiguiente calentamiento resistivo contribuyen al calor requerido para mantener el electrolito en estado líquido. 
El proceso de Downs también produce cloro como subproducto, aunque el cloro producido de esta manera representa solo una pequeña fracción del cloro producido industrialmente por otros métodos.